# Lawrence Dundas, 3. Marquess of Zetland
Lawrence Aldred Mervyn Dundas, 3. Marquess of Zetland (* 12. November 1908; † 5. Oktober 1989), war ein britischer Peer.
Er war der älteste Sohn von Lawrence Dundas, 2. Marquess of Zetland, aus dessen Ehe mit Cicely Archdale. Als Heir apparent seines Vaters führte er von 1929 bis 1971 den Höflichkeitstitel Earl of Ronaldshay. Er wurde an der Harrow School erzogen und schloss 1930 sein Studium am Trinity College der Universität Cambridge als Bachelor of Arts (B.A.) ab. 1930 bis 1931 war er Aide-de-camp des Vizekönigs von Indien Edward Wood, 1. Baron Irwin. Er kämpfte im Zweiten Weltkrieg, wurde mentioned in despatches und erreichte den Rang eines Majors der Yorkshire Hussars Yeomanry. 1945 wurde er mit der Efficiency Decoration (E.D.) ausgezeichnet. Nach dem Krieg trat er als Tennisspieler bei den Wimbledon Championships an. Beim Tod seines Vaters am 6. Februar 1961 erbte er dessen Adelstitel als 3. Marquess of Zetland, 5. Earl of Zetland, 3. Earl of Ronaldshay, 6. Baron Dundas und 7. Baronet, of Kerse, sowie den damit verbundenen Sitz im House of Lords. Im Parlament schloss er sich der Fraktion der Conservative Party an. 1965 war er Deputy Lieutenant (D.L.) von North Riding of Yorkshire. Von 1974 bis 1989 war er stellvertretender Vorsitzender der R. K. Dundas Group.
Er heiratete am 2. Dezember 1936 Katherine Mary Penelope Pike (1914–2003). Mit ihr hatte er vier Kinder:
- Lawrence Mark Dundas, 4. Marquess of Zetland (* 1937), ⚭ 1964 Susan Chamberlin;
- Lady Serena Jane Dundas (1940–2012), ⚭ 1964 Nigel Ion Charles Kettlewell, Captain der Royal Navy;
- Lord David Paul Nicholas Dundas (* 1945), ⚭ (1) 1971–1995 Corinna Maeve Wolfe Scott, ⚭ (2) 1997 Taina Bettina Breuckmann;
- Lord Richard Bruce Dundas (* 1951), ⚭ (1) 1974–1981 Jane Melanie Wright, ⚭ (2) 1983–1992 Sophie Caroline Lascelles, ⚭ (3) 1995 Ruth Anne Kennedy.

Er starb am 5. Oktober 1989 im Alter von achtzig Jahren. Seine Adelstitel erbte sein ältester Sohn.